# Escuintla, Escuintla
Escuintla är en ort i Mexiko.   Den ligger i kommunen Escuintla och delstaten Chiapas, i den sydöstra delen av landet, 800 km sydost om huvudstaden Mexico City. Escuintla ligger 80 meter över havet och antalet invånare är 9 570.
Terrängen runt Escuintla är varierad. Runt Escuintla är det ganska tätbefolkat, med 60 invånare per kvadratkilometer. Escuintla är det största samhället i trakten. Omgivningarna runt Escuintla är en mosaik av jordbruksmark och naturlig växtlighet.